# Elitism
A nu se confunda cu Etilism.
Elitismul (din franceză élitisme) este o teorie care susține rolul determinant al elitelor în mișcarea istorică și în conducerea societății.
Elitismul nu este în nici un caz o formă de snobism ori de discriminare, așa cum s-a considerat deseori, ci este o formă de recunoaștere a adevăratelor valori. Elitismul este singura cale de a asigura o dezvoltare ascendentă, o stabilitate și o forță unei societăți. Elitismul înseamnă și recunoașterea unui adevăr simplu: cei care depășesc media sunt singurii capabili să ajute cu adevărat întreaga societate de la vârf și până la bază.
Elitismul mai poate fi descris, însă, și ca un proces social profund, care afectează viața publică. Este vorba de modul în care se creează și se menține în mod nemijlocit clasa intelectuală. În timp ce ideologia și ideile elitismului afectează viața publică la nivel de vârf, procesele sociale care îl sprijină subteran se referă la modul în care intelectualii și urmașii lor au acces la educație și la o șansă neegală de a înainta în societate, în general.
Alternativ, termenul elitism poate fi folosit pentru a descrie o situație în care puterea este concentrată în mâinile unui număr limitat de oameni. Opoziția elitismului include anti-elitismul, egalitarismul, populismul și teoria politică a pluralismului.

## Anti-elitismul
Elitismul și elitetismul titular peiorativ sunt uneori folosite de oameni care nu sunt (sau care pretind că nu sunt) membri ai organizațiilor de elită. În politică, astfel de termeni sunt adesea folosiți pentru a dezaproba opiniile unui politician ca fiind în afara contactului cu interesele "media Joe". Implicația este că presupusa persoană sau grup elitist crede că sunt mai buni decât toți ceilalți și că s-au pus în fața altora ca rezultat. Definiția elitei este similară cu cea a cuvântului "snob".
Un elitist nu este întotdeauna văzut ca o adevărată elită, ci doar privilegiat. Definiția poate avea aprecieri diferite în funcție de contextul politic. Deoarece elitismul poate fi privit ca ceva necesar pentru a crea modele de bună performanță intelectuală sau profesională, el poate fi folosit și pentru menținerea condițiilor de lipsă de concurență și de privilegii.
Un susținător timpuriu al anti-elitismului a fost Georges Sorel.